# Шефф, Фритци

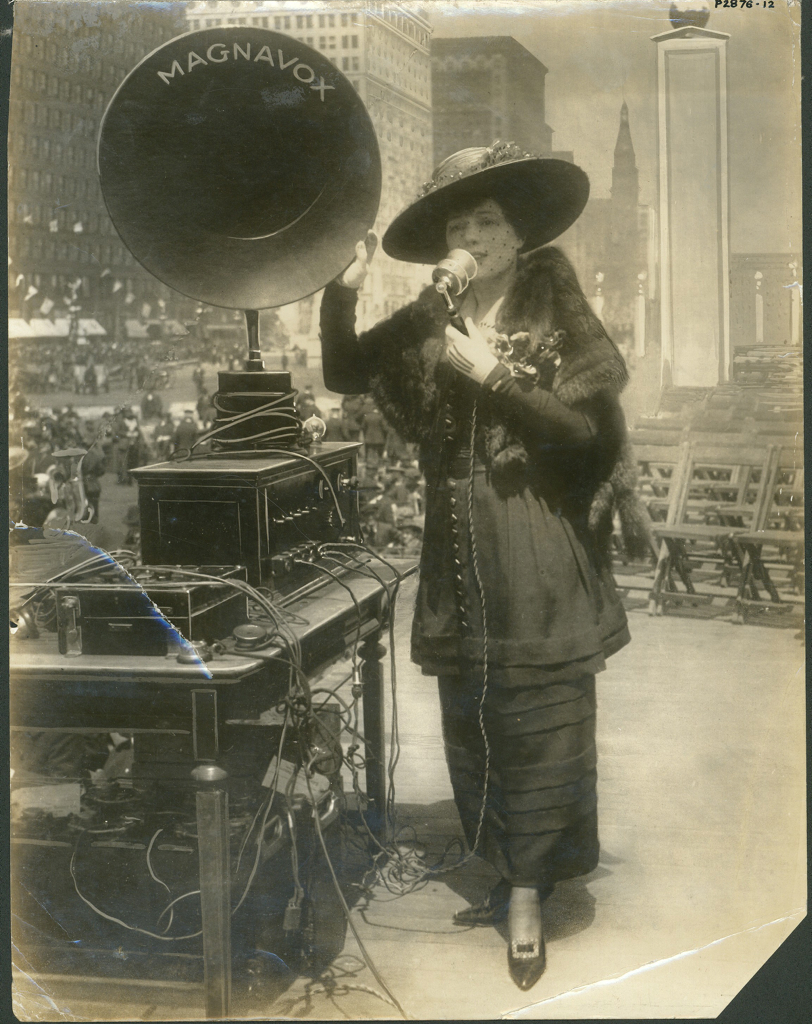
Во время акции «Свобода связи» в Нью-Йорк Сити, 1919 год

Фритци Шефф (англ. Fritzi Scheff; 30 августа 1874 — 8 апреля 1954) — американская актриса и певица.

## Биография
Фридерика Шефф родилась в Вене, в Австро-Венгрии, в семье Готтрида Шеффа и Анны Йогер. Училась в Консерватории Хоха, во Франкфурте и дебютировала в Мюнхене, в опере Марта (1898), где исполнилда главную роль. В 1901 году впервые появилась в нью-йоркской труппе «Метрополитен-опера». Исполняла вокальные партии в опереттах «Богема», «Нюрнбергские мейстерзингеры», «Валькирия» и «Дон Жуан». Также она пела в опере Виктора Герберта Бабетт, на концертах, проходивших в Вашингтоне и Нью-Йорке (1903). Ближе к концу сезона, в следующем году Шефф заболела и была заменена дублёршей Идей Хоули, чтобы доиграть оставшееся выступление. Шефф поимела огромный успех в роли Фифи в «Мадмуазель Модистка» (1905—1908 and 1913), и в дальнейшем также появилась в «Примадонна» (1908), «Микадо» (1910), «Герцогини» (1911) и в «Любовь Вагера» (1912). С 1913 по 1918 годы она по большей части исполняла в основном водевиль. Последним появлением певицы на музыкальной сцене стало участие в опере «Глорианна».

## Кино и телевидение
В 1915 году Шефф дебютировала в кино, снявшись в фильме режиссёра и продюсера Хобарта Босворта «Милая Миссис Смит». После этого она больше не снималась в немом кино. В конце 1940-х — начале 1950-х годов она пробовала появляться в звуковом кино и телевидении. Выступала в ночных клубах и незадолго до своей смерти участвовала в таких ток-шоу как, «Это ваша жизнь» Ральфа Эдвардса.

## Личная жизнь
Вышла замуж за прусского дворянина, Барона Фритца вон Барделебена, затем в 1908 году за автора романа «Тропинка одинокой сосны» Джона Фокса-младшего. А в 1913 году вышла замуж за актёра Джорджа Андерсона. Она не родила ни одного ребёнка от какого-либо из этих браков.